# Aeropista de Isla Natividad
El Aeródromo de Isla Natividad (Código OACI: MX53 - Código DGAC: ISN) es un pequeño aeropuerto privado operado por la Sociedad Cooperativa de Producción Pesquera, Buzos y Pescadores de la Baja California S.C.L., que se ubica en Isla Natividad, Baja California Sur. Cuenta con una pista de aterrizaje de 1.250 metros de largo y 26 metros de ancho. Actualmente solo se utiliza con fines de aviación general.